# Cambio climático en Chile
El cambio climático en Chile supone una alta vulnerabilidad para el país. Las proyecciones climáticas muestran como principales efectos el alza en la temperatura y la disminución en las precipitaciones, con repercusión directa o indirecta en el medio ambiente y la biodiversidad, así como la mayor parte de las actividades productivas del país. Si bien el nivel de emisiones de gases de efecto invernadero es bajo al compararlo con las emisiones a nivel mundial, estas han aumentado en un 159 % desde 1990, lo que junto a la dependencia de fuentes de energía a base de carbón y gas natural y a la deforestación y degradación ambiental de sus ecosistemas, suponen riesgos mayores de alteración de los patrones climáticos del país.
Los principales impactos esperados para Chile son el aumento en las temperaturas a nivel nacional, una disminución de las precipitaciones, un marcado aumento de sequías, una pérdida importante del patrimonio genético nacional, una reducción significativa de los caudales medios mensuales en las cuencas hídricas de Chile central, la reducción de las reservas de agua de cuencas nivales y el aumento del riesgo de desastres naturales durante eventos de precipitación extrema y altas temperaturas, eventos que tienen un impacto importante a nivel social y económico. 
En los últimos años, Chile ha avanzado en la gestión del cambio climático, desarrollando instrumentos nacionales como el Plan de Acción Nacional de Cambio Climático, el Plan Nacional de Adaptación y planes de adaptación sectoriales, así como una ley marco sobre cambio climático, publicada en 2022.

## Vulnerabilidad
Chile es un país altamente vulnerable al cambio climático, cumpliendo con siete de los nueve criterios de vulnerabilidad enunciadas por la CMNUCC:
- Áreas costeras de baja altura
- Zonas áridas y semiáridas
- Zonas de bosques
- Territorio susceptible a desastres naturales
- Áreas propensas a sequía y desertificación
- Zonas urbanas con problemas de contaminación atmosférica
- Ecosistemas montañosos.

Un informe de la Biblioteca del Congreso Nacional da cuenta que dicha vulnerabilidad enfrenta a Chile al aumento de temperaturas, precipitaciones y eventos climáticos extremos, pérdida de la biodiversidad, reducción de los recursos hídricos, efectos en la salud, daños a la infraestructura, dificultades de acceso a la energía, traslado de las zonas de cultivo de norte a sur, reducción de los recursos pesqueros, disminución del turismo, y afectación de la calidad de vida de las ciudades.

## Emisiones de gases de efecto invernadero

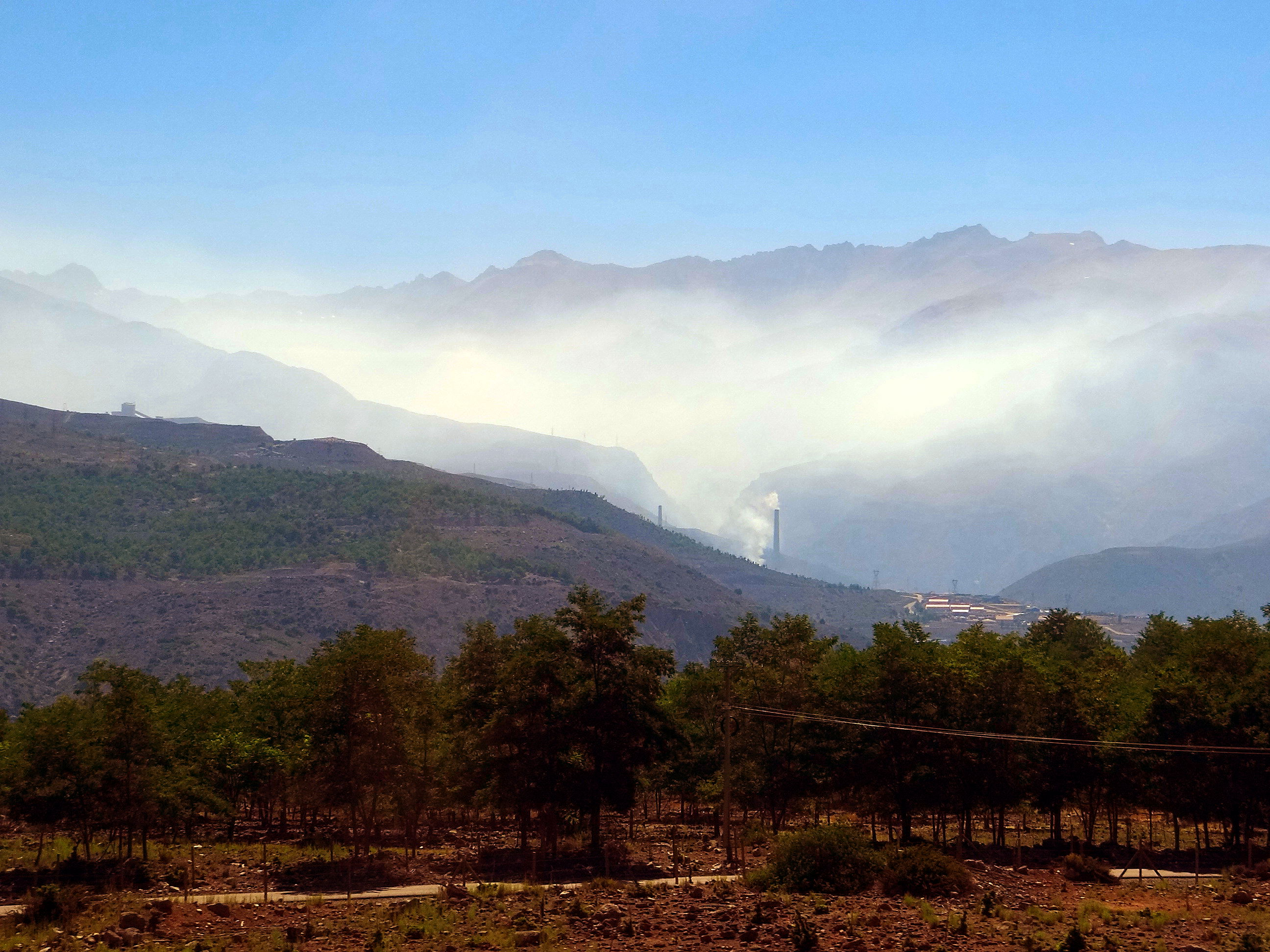
Emisiones industriales de la chimenea de Caletones, en la mina El Teniente de Codelco

En el 2016, las emisiones de gases de efecto invernadero (GEI) totales del país fueron de 111 677,5 kt de CO2 eq, incrementándose en un 114,7 % desde 1990 y en un 7,1 % desde 2013. El principal GEI emitido fue el CO2 (78,7 %), seguido del CH4 (12,5 %), N2O (6,0 %) y los gases fluorados (2,8 %). Así, las emisiones netas fueron incrementándose en un 2262,4 % entre 1990 y 2016, y en un 42,5 % desde 2013 a 2016. Los principales causantes de esta alza son las emisiones de CO2 generadas por la quema de combustibles fósiles y las absorciones de CO2 de las tierras forestales. Desde 2016 se aprecia un debilitamiento en el incremento porcentual de las emisiones de GEI, debido principalmente a la disminución en el consumo de carbón para la generación eléctrica.

### Consumo de energía
El consumo de combustibles fósiles en el país y sus emisiones fugitivas asociadas, es el principal sector emisor de GEI del país con un 49 % del balance de GEI en 2018. En este año, sus emisiones alcanzaron las 86 954 kt CO2 eq, incrementándose en un 159 % desde 1990, a causa del aumento sostenido de consumo energético del país (de carbón y gas natural para la generación eléctrica y de combustibles líquidos para transporte terrestre). A partir de 2016, las emisiones se han estabilizado, debido a la paulatina descarbonización de la matriz energética en Chile y su recambio por nuevas fuentes de energía renovable, pese al crecimiento en el consumo de gasolina y diésel en el transporte terrestre, lo que ha sostenido su crecimiento al igual que en los últimos años.
Los sectores industriales que más contribuyen a las emisiones de gases de efecto invernadero en Chile son la generación eléctrica, el transporte, la industria manufacturera, la industria de la construcción y la minería, todos estos asociados al alto consumo de energéticos fósiles. Respecto al consumo de energía a nivel residencial en Chile, las viviendas son responsables del 15 % del consumo energético del país y solo del 5 % de las emisiones de CO2.

### Deforestación y degradación vegetacional

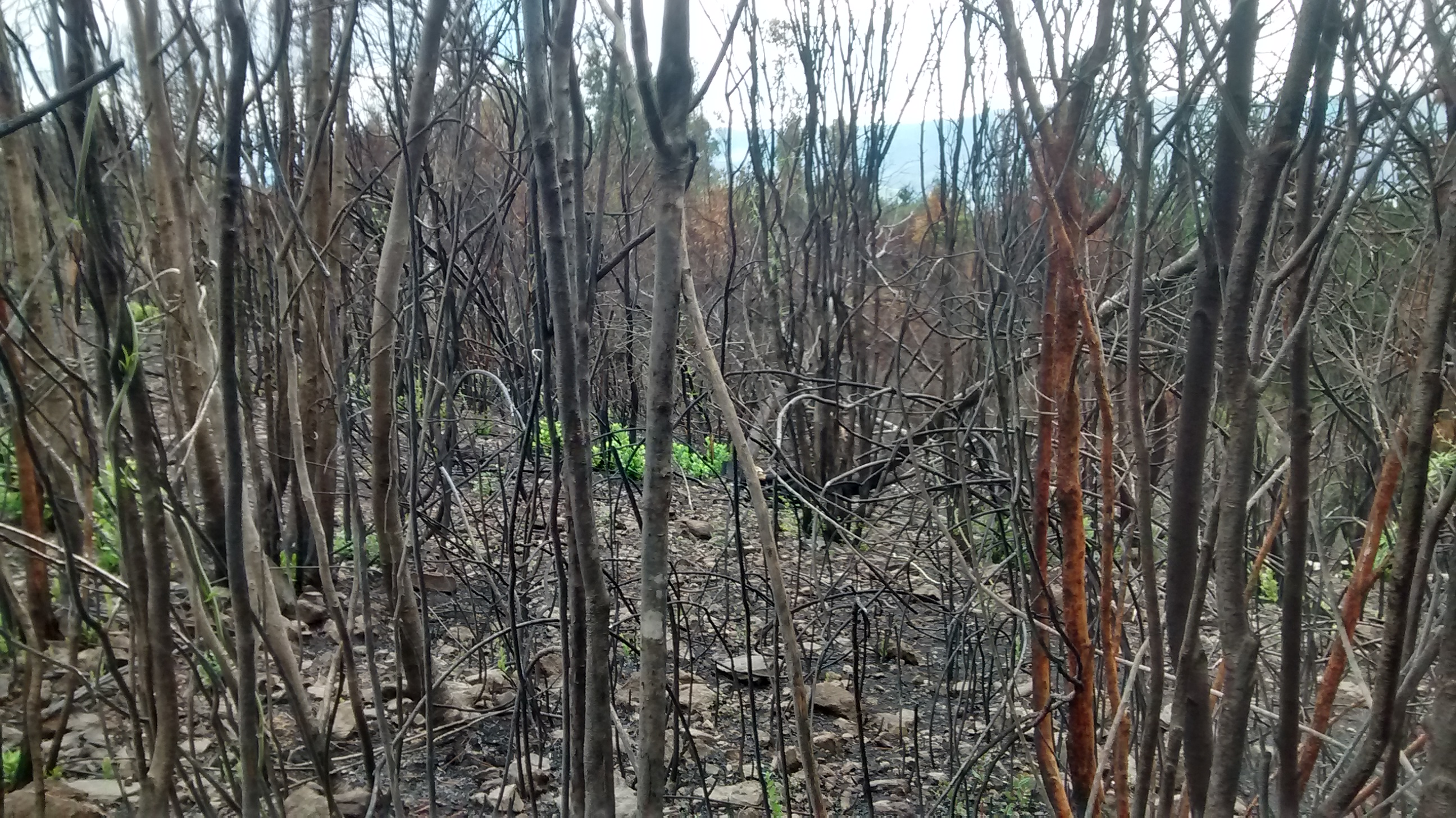
Bosque nativo quemado tras los incendios forestales de 2017 en la región del Biobío

Los bosques nativos chilenos presentan altos niveles de perturbación y degradación, situación que puede variar fuertemente según región y tipo forestal analizados. A modo ejemplar, los bosques mediterráneos de Chile central están sufriendo los embates de la megasequía de la zona central, con incendios forestales más grandes y recurrentes y presiones para modificar el uso del suelo, mientras la selva valdiviana está siendo sometida a talas y a ramoneo por parte de ganado vacuno, y los bosques patagónicos de lenga están sufriendo severos embates de epidemias de insectos y también los efectos de la ganadería y las cortas ilegales. Se estima que la superficie original de los bosques nativos que cubrían el país a la llegada de los españoles se ha contraído en más de 50 %. De la superficie remanente, 45 % son bosques maduros que albergan los bosques primarios e intactos de Chile, y al menos un estudio ha demostrado que cerca de la mitad de los bosques maduros chilenos presenta algún grado de alteración.

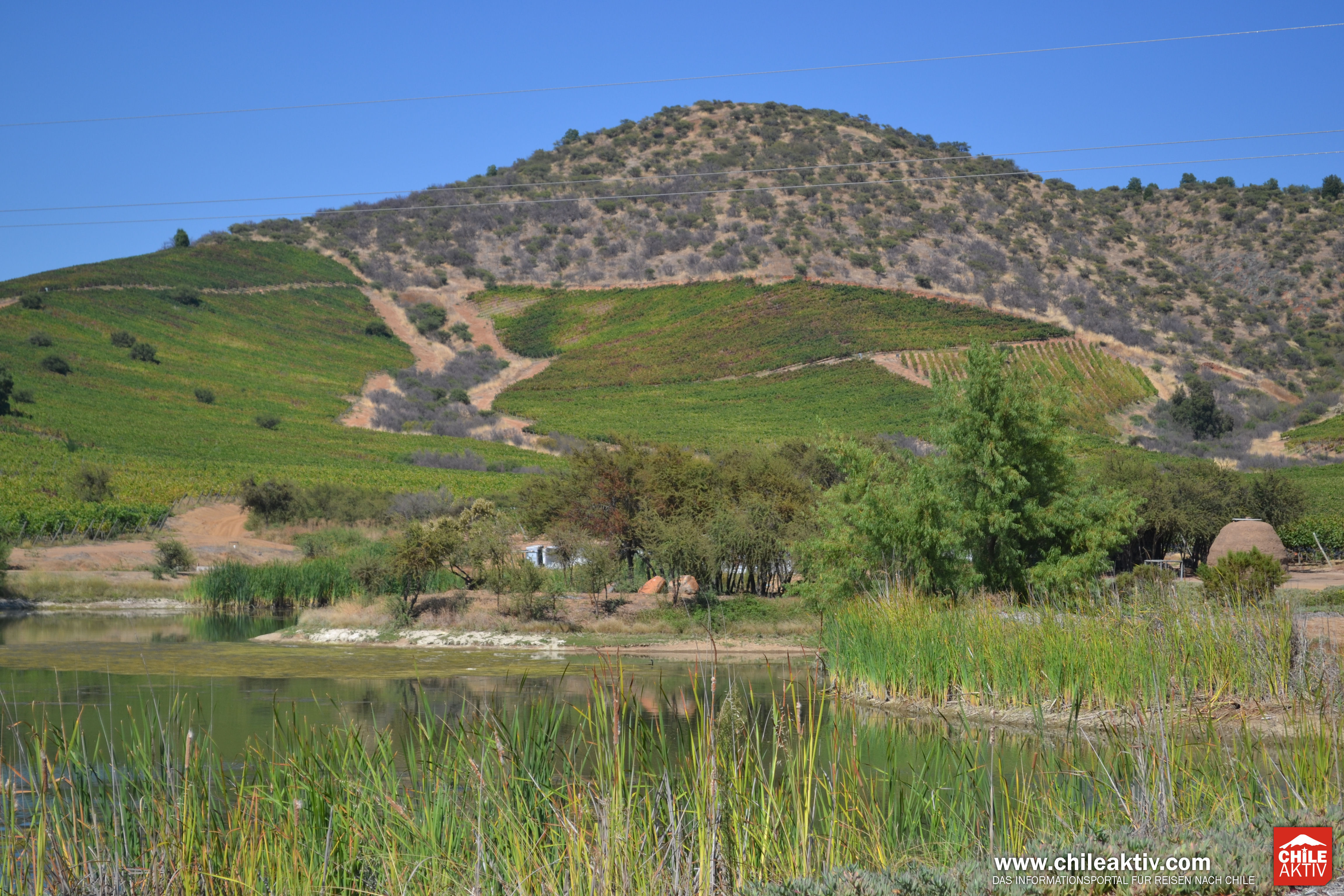
Cambio del uso de suelo en zonas montañosas en Peralillo, región de O'Higgins, de matorral mediterráneo a plantaciones de vid.

Dado que la captura de carbono es una de las medidas más efectivas para combatir el calentamiento global, pues disminuye la concentración de CO2 en la atmósfera, los bosques intactos juegan un rol excepcional en la mitigación del cambio climático. Aunque las metodologías para medir la captura siguen siendo materia debate, algunos estudios presentan cifras contundentes. De acuerdo a un estudio publicado en la revista Forests, si Chile decide reemplazar su vegetación autóctona (bosque nativo, pastizales y matorrales) por plantaciones forestales, cada 10 mil hectáreas de reemplazo habría un descenso en la disponibilidad hídrica de entre 3 % y 5,8 %; en cambio, si las plantaciones forestales y matorrales fuesen reemplazados por bosque nativo, aumentaría la disponibilidad de agua en 4,5 % y 2,2 % por cada 10 mil hectáreas reemplazadas. Otro cálculo indica que si se reemplazan 100 mil hectáreas de pastizales y matorrales por monocultivos de plantaciones forestales, habría una disminución promedio de un 45 % en la disponibilidad hídrica en la zona centro sur del país. En tal sentido, el cambio de uso del suelo a través de la conversión de bosques nativos a terrenos agrícolas o ganaderos, o de humedales a áreas urbanas, así como la degradación de ecosistemas, atentan en forma directa contra el cumplimiento de las metas climáticas que el Gobierno de Chile ha establecido.

## Impactos en el ambiente natural

### Temperatura y clima
Los datos históricos han registrado aumentos de las temperaturas en el valle central y la cordillera. Los estudios indican que a futuro se experimentaría un aumento de las temperaturas en todo Chile, siendo mayor en la zona norte. Hacia el año 2030, habría un aumento de, a lo menos, 0,5 °C para las zonas sur y austral y de 1,5 °C para el Norte Grande y el altiplano, según el escenario de menores emisiones de gases de efecto invernadero. Estos valores se incrementarían para el período 2031-2050.
En la zona centro-sur de Chile, se ha observado una disminución estadísticamente significativa de las precipitaciones; asimismo, de acuerdo con el Reporte del Clima de la Dirección Meteorológica de Chile, la isoterma cero se ha elevado 70 metros por década en esta zona, con lo que aumenta la probabilidad de precipitaciones líquidas en zonas de alta montaña incrementando a su vez el riesgo de que la lluvia arrastre grandes volúmenes de sedimento a su paso y se provoquen aluviones e inundaciones.
En la zona semiárida, las precipitaciones se han caracterizado por sucesiones de años lluviosos y sequías multianuales. Hacia el año 2030, se proyecta una disminución de la precipitación entre 5 % y 15 %, para la zona comprendida entre las cuencas de los ríos Copiapó y Aysén. Para el período 2031-2050, se intensificaría la disminución de las precipitaciones. La zona ubicada entre las cuencas de los ríos Mataquito y Aysén, muestra una señal robusta de disminución de las precipitaciones para dicho período, en tanto que en la zona de Magallanes, los modelos proyectan un leve aumento de estas, aunque con una menor precipitación nival.
Se espera un marcado aumento de los eventos de sequía, especialmente a partir de la segunda mitad del siglo XXI, proyectándose hacia fines de siglo una ocurrencia de más de 10 veces en 30 años. Pese a que el número de eventos de precipitación extrema tiende a decrecer en gran parte del país, la ocurrencia de eventos de alta precipitación con temperaturas elevadas, aumenta con respecto a la situación base. El análisis de índices de eventos extremos muestra que han aumentado las noches cálidas desde el Norte Grande a Coyhaique, con disminución de las noches frías. En Santiago, que posee la serie de tiempo de datos diarios más larga del país, se registra un aumento de las olas de calor, definidas como 3 días consecutivos por sobre el percentil 90 %, que corresponde a los 32,4 °C.

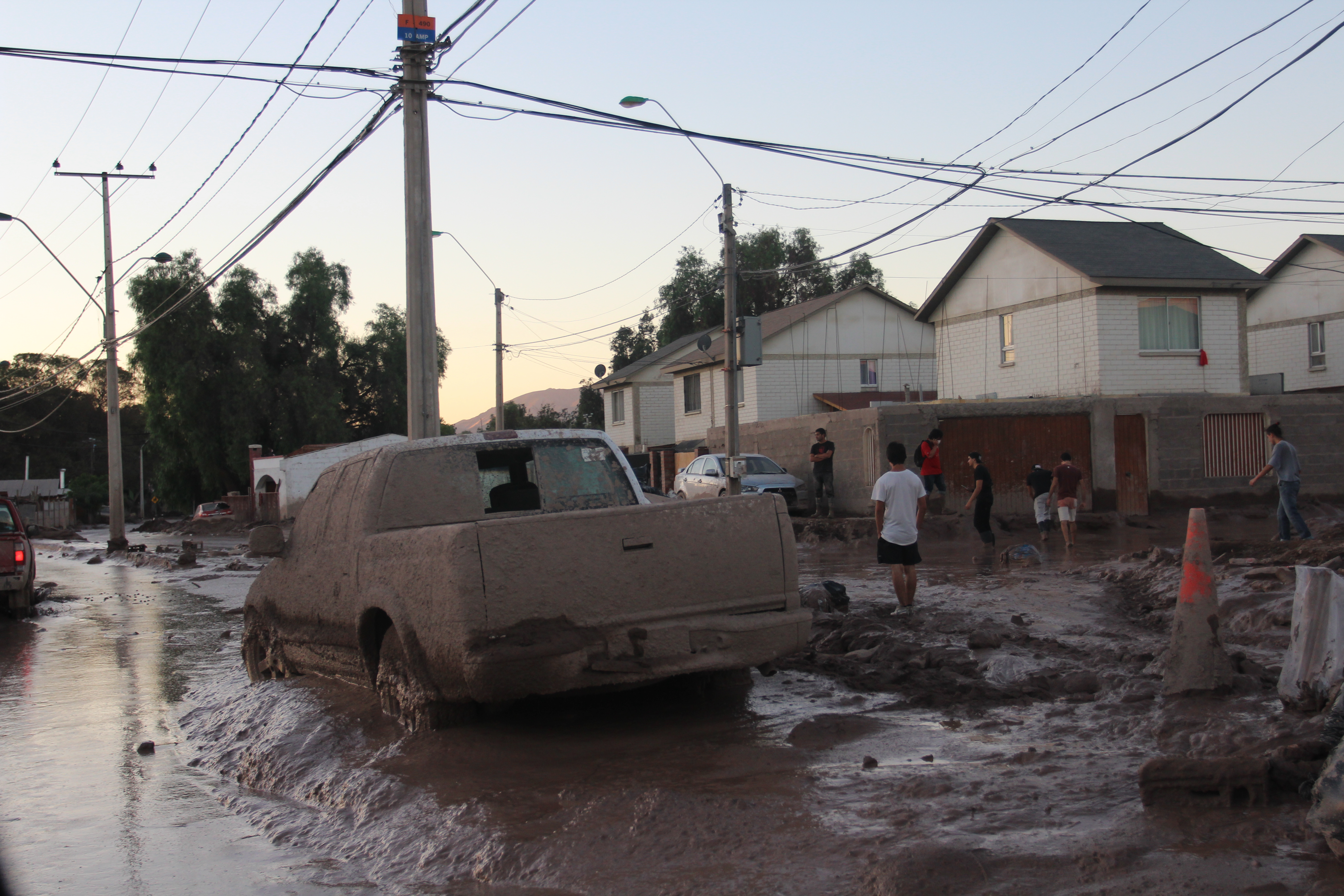
Estragos causados por aluviones tras los temporales en Atacama de 2015.

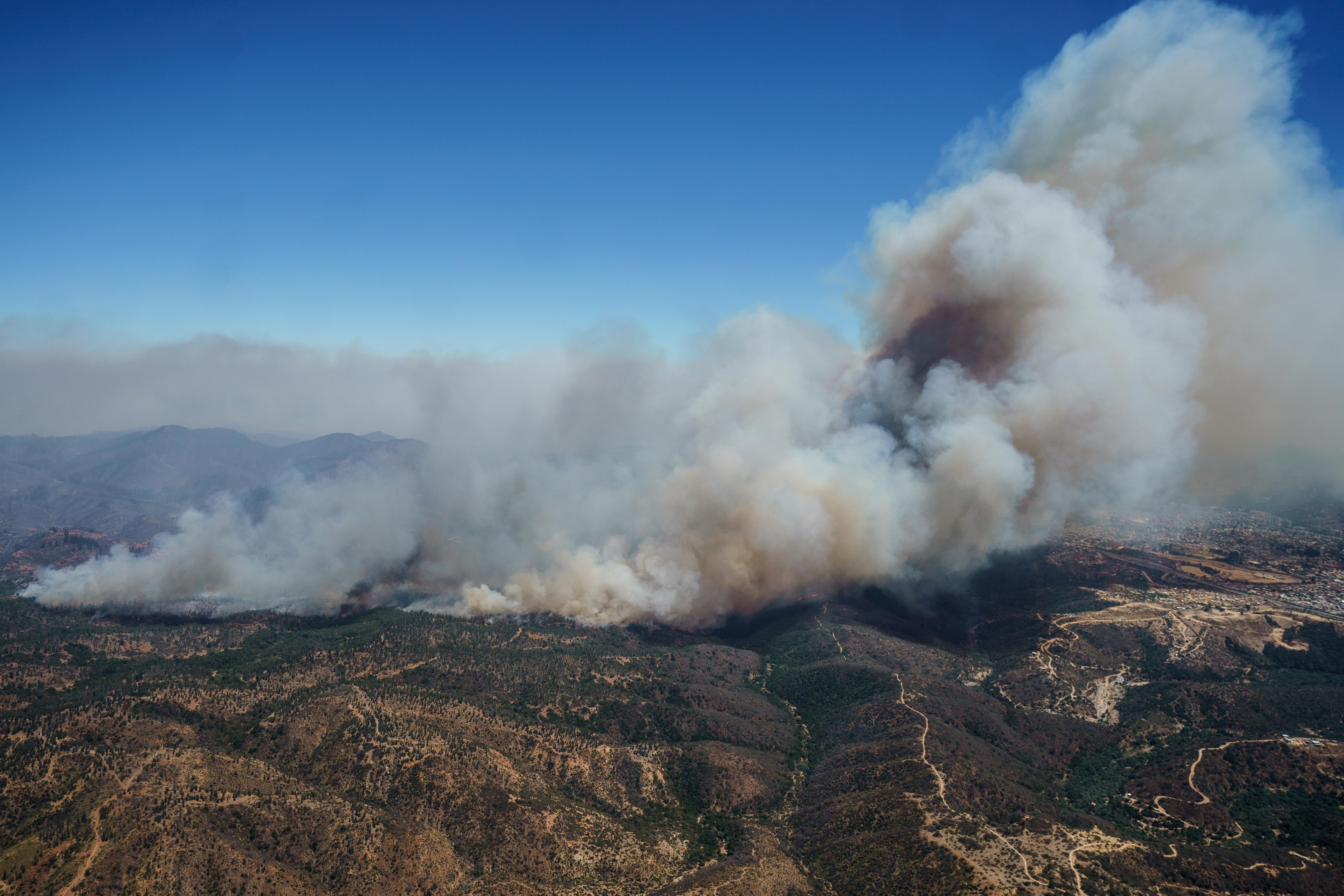
Incendio forestal en Quilpué en febrero de 2024

Ejemplos de eventos extremos a causa de cambios en los patrones climáticos en el país han sido los aluviones en el Norte Chico a partir de la década de 2010, la ocurrencia de precipitaciones intensas en Santiago en una corta extensión de tiempo, provocando cortes de agua potable e inundaciones, aluviones como el de Villa Santa Lucía (2017), la mayor frecuencia de marea roja y de incendios forestales. Sobre estos últimos, incendios recientes como los de la provincia de Concepción en 2023 y los de la región de Valparaíso en 2024, fueron impulsados, entre otras causas, por olas de calor récord. De acuerdo con la académica Paula Santibáñez, jefa del Observatorio Climático de la Universidad San Sebastián:
«El cambio climático no solo aumenta la frecuencia de las olas de calor, sino que también amplía su alcance geográfico. Esto significa que áreas que anteriormente no experimentaban olas de calor con tanta frecuencia, ahora están empezando a enfrentar estos eventos con más regularidad».
En 2021, el agroclimatólogo Patricio González afirmaba que entre las regiones de Valparaíso y Maule se ha pasado «de un clima mediterráneo —de cuatro estaciones, con 800 mm o 900 mm de lluvia— a un clima semiárido cálido» a causa de la megasequía en Chile «trastorno climático en que la estructura climática de la (zona) central se ha visto alterada fundamentalmente por la crisis climática mundial y el alza de temperatura de la Tierra», manifestando la urgencia de declarar oficialmente al país en estado de emergencia climática.

### Alza del nivel del mar

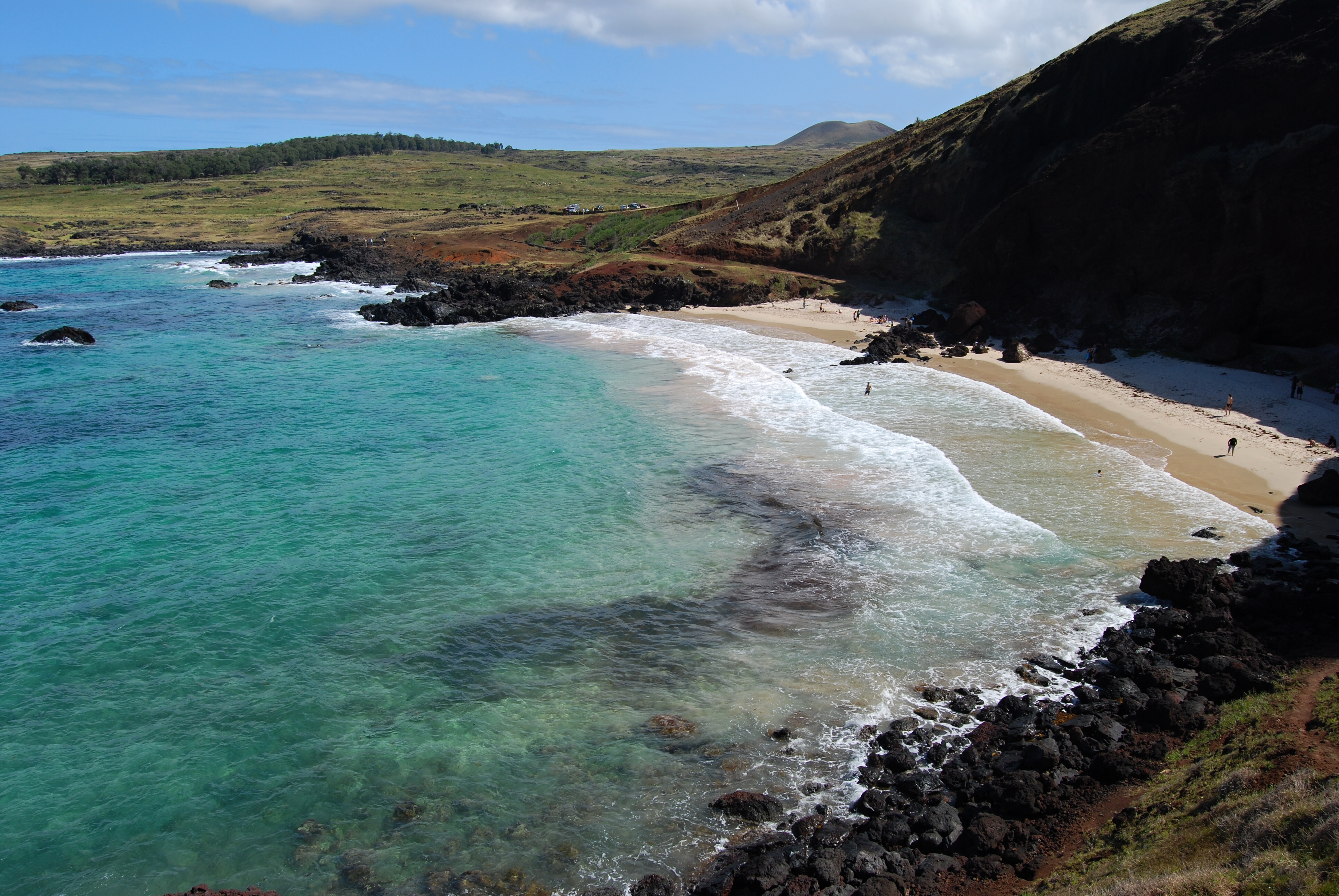
El aumento del nivel del mar en Isla de Pascua ha reducido la cantidad de arena de playas como Ovahe

Para Chile se pronostican aumentos del nivel medio del mar al año 2100, del orden de los 20 cm entre los 30° y 60° S y de 25 cm, entre los 20° y 30° S. Los vientos superficiales se fortalecerán pasando de un promedio de 6,5 m/s en el período 2000-2005, a 7,5 m/s en el período 2071-2100.
Chile posee una costa muy extensa, pero con un litoral alto por la presencia de acantilados y la cordillera de la Costa, razón por la cual su mayor riesgo del cambio climático no es el aumento del nivel del mar. Con todo, dependiendo de la inclinación de la costa, el impacto de este incremento puede empeorar, como el caso de ciudades en planicies litorales amplias como Mejillones, o en la isla de Pascua, donde un incremento del nivel del mar pone en peligro también a su patrimonio ecológico y arqueológico. Un alza del nivel del mar reduciría la zona litoral de ciudades costeras como Antofagasta, La Serena, Viña del Mar o Puerto Montt. La mayoría de las playas chilenas han reducido su extensión y muestran altos niveles de erosión costera, producto de mayor frecuencia e intensidad de marejadas. Un estudio determinó que en Chile el avance del mar redundaría en la desaparición de unos 7 mil km de playas de arena, siendo el tercer país del mundo más afectado tras Australia y Canadá.

### Recursos hídricos
Producto del cambio climático, se proyecta una reducción significativa de los caudales medios mensuales en las cuencas entre las regiones de Coquimbo y Los Lagos y una elevación de la isoterma de 0 °C, lo que trae como consecuencia la reducción de las reservas de agua en las cabeceras de cuencas nivales y nivopluviales y el aumento del riesgo de desastre, durante eventos de precipitación extrema y altas temperaturas, durante los cuales aumenta considerablemente el caudal de los ríos, pudiendo generar inundaciones y aluviones. El retroceso de glaciares sería significativo, afectando los aportes de agua en los períodos secos. En el extremo austral (entre 50 y 55° S), se espera un leve aumento de los caudales disponibles. Para el Norte Grande y Norte Chico, habría una mayor ocurrencia de períodos de escasez hídrica y eventos de lluvias extremas.

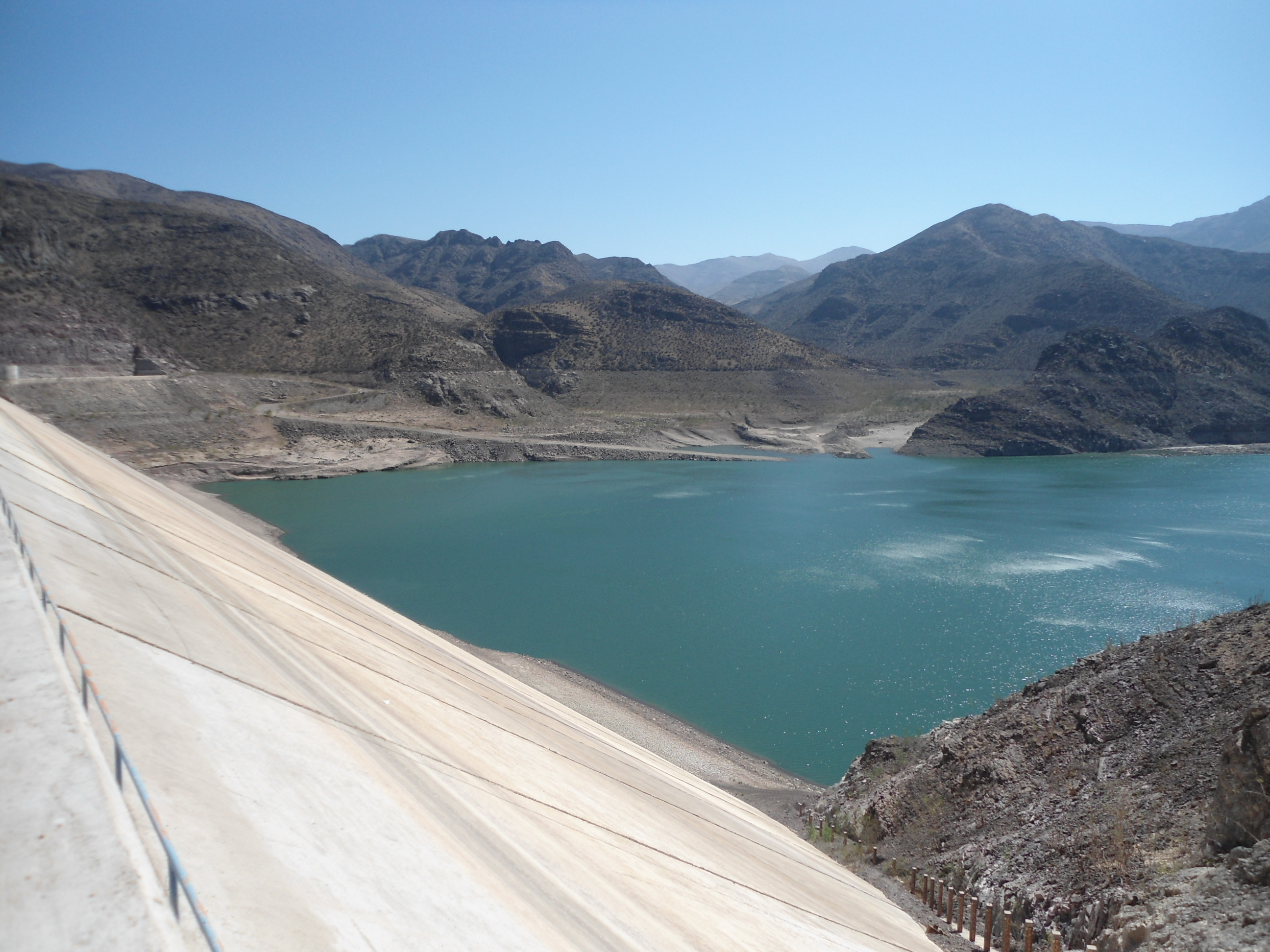
El nivel del embalse Puclaro se ha encontrado en muchas temporadas muy por debajo de un año normal, producto de la megasequía que afecta a la región de Coquimbo.

Asimismo, la megasequía que está experimentando Chile Central ha causado una disminución sistemática en las reservas superficiales de agua y las napas freáticas, experimentando una secuencia ininterrumpida de años secos desde 2010 con un déficit medio de precipitaciones de 20 a 40 %, producto de anomalías atmosféricas que emanan de la región suroeste del Pacífico. Esta región subtropical del océano ha experimentado un marcado calentamiento de la superficie durante la última década, lo que puede excitar las ondas atmosféricas de Rossby, cuya propagación intensifica el patrón de circulación que conduce a condiciones secas en el centro de Chile. Esto, junto al aumento de la concentración de gases de efecto invernadero y al agotamiento del ozono estratosférico contribuyen a la intensidad y longevidad de la megasequía. El déficit de precipitaciones ha disminuido el manto de nieve en la cordillera de los Andes y resultó en disminuciones de hasta el 90 % del caudal de los ríos, volúmenes de embalses y niveles de agua subterránea a lo largo del centro de Chile. Al respecto, un estudio realizado en 2022 concluyó que la megasequía ha impactado fuertemente a los lagos andinos ubicados entre las regiones de Arica y Parinacota y La Araucanía, de modo que, si se proyecta la tendencia, muchos desaparecerían o se verán drásticamente reducidos de tamaño en diez o veinte años, con la consecuente reducción de la disponibilidad de agua en los valles del norte y centro del país. Más hacia el sur, los registros de precipitación han mostrado una marcada disminución en la costa norte de la Patagonia chilena. Un estudio sobre el cambio climático en el río Puelo, una de las fuentes de agua dulce más importantes de los fiordos y mares interiores de la zona, proyectó que el aporte anual de agua dulce del río al seno de Reloncaví disminuiría en un 10 %, y que la recurrencia de eventos hidroclimáticos extremos aumente en el futuro, con la probabilidad de ocurrencia de sequías en esa zona del país.
Un estudio publicado por Aqueduct Water Risk Atlas en 2024, afirmó que Chile se encuentra en el puesto 16 de países con mayor estrés hídrico.

### Biodiversidad
A causa del cambio climático, se avizora pérdida de flora y fauna por las alteraciones en los patrones de precipitación y cambios de temperatura. Se prevé que los pisos vegetacionales más vulnerables serán el bosque esclerófilo, el bosque caducifolio y el bosque laurifolio. Se proyecta una pérdida importante del patrimonio genético nacional, caracterizado por un alto endemismo. Al año 2050, se estima que tres pisos vegetacionales (bosque caducifolio templado-antiboreal andino de Nothofagus pumilio y Maytenus disticha, en la Región de Magallanes y la Antártica Chilena; bosque caducifolio mediterráneo costero de Nothofagus macrocarpa y Ribes punctatum y bosque espinoso mediterráneo interior de Acacia caven y Prosopsis chilensis, ambos en las regiones de Valparaíso, Metropolitana y O’Higgins) serían los más afectados ya que los bioclimas asociados a ellos parecen desconfigurarse. Por su parte, los humedales altoandinos del extremo norte del país experimentarían una reducción producto de la tendencia a la disminución de las precipitaciones en la zona y, consecuentemente, de las recargas de los acuíferos.
En relación con la distribución y dispersión de las especies, un estudio realizado por el Centro de Cambio Global de la Pontificia Universidad Católica de Chile y el Instituto de Ecología y Biodiversidad, señala que las consecuencias del cambio climático sobre la biodiversidad dependerían fundamentalmente de la capacidad de dispersión o migración a gran escala con que cuenten las especies. Considerando que estas tienen limitaciones para dispersarse cuando cambian las condiciones ambientales en sus áreas tradicionales, la mayoría de las especies de flora terrestre y de las especies de fauna que se han analizado, presentaría reducciones en su área de distribución proyectada.
Los anfibios y peces son los grupos más amenazados a nivel nacional, con un 71 % y un 83 % de las especies en alguna categoría de amenazas, respectivamente. Las razones son, principalmente, el deterioro de los cuerpos de aguas continentales y los efectos del cambio climático. Los ecosistemas de agua dulce de Chile y su biota se encuentran severamente alterados o amenazados, sobre todo en la zona norte y mediterránea del país. En estos ambientes ya se han registrado extinciones de especies (como el pez endémico Diplomystes chilensis), así como el colapso del ecosistema lacustre de la laguna de Aculeo. Cuencas completas como las de los ríos Petorca y Aconcagua ya casi no albergan especies de vertebrados nativos dulceacuícolas.
Se estima que 1 °C adicional de temperatura en el mar podría afectar de manera importante la disponibilidad de nutrientes, por ende disminuir la productividad de las algas pardas, cuyo rol es clave como estructuradoras de comunidades que albergan numerosas otras especies, algunas de ellas de importancia para la pesca artesanal.

## Impacto en las personas

### Impactos económicos

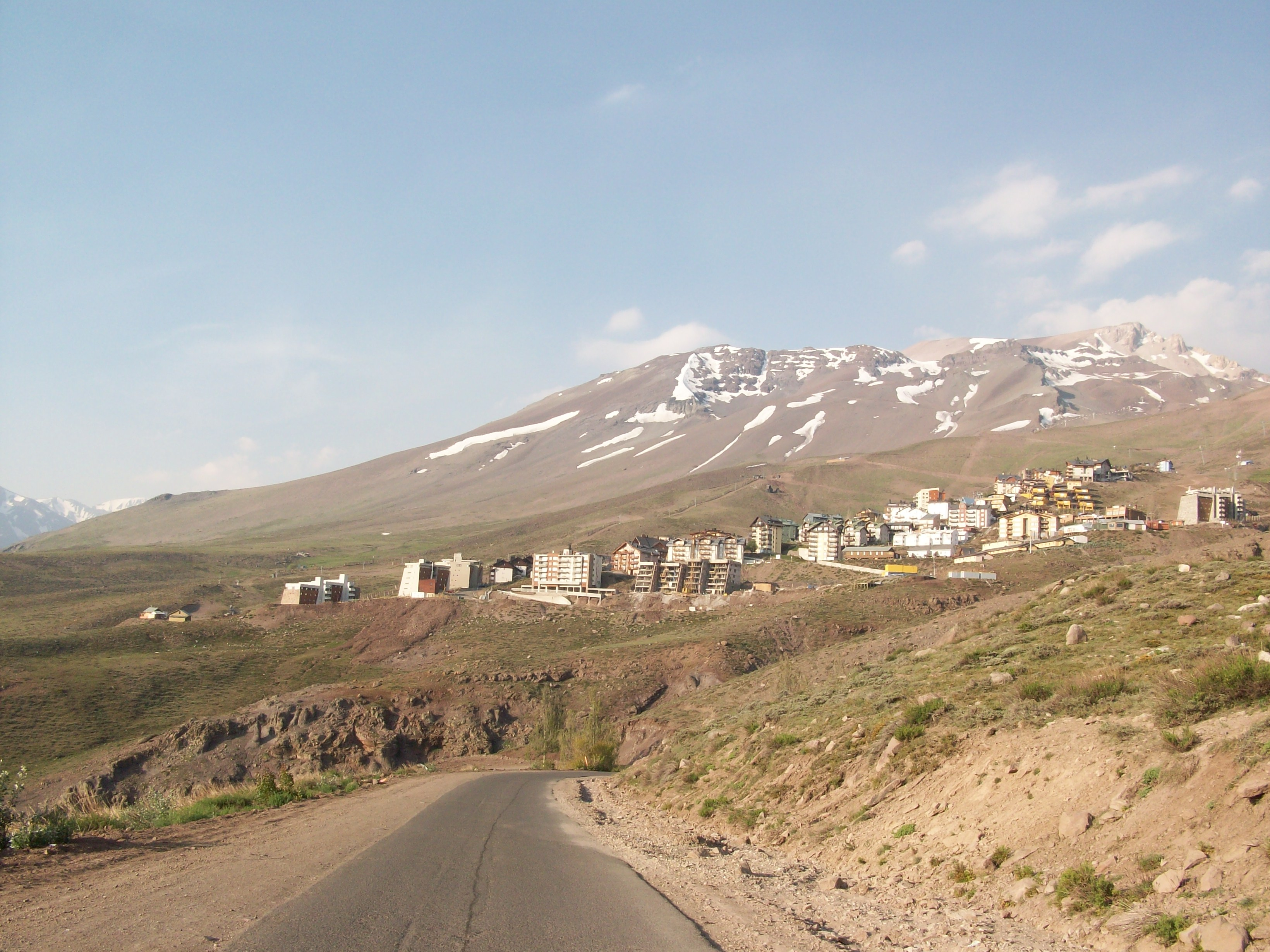
La falta de nieve puede afectar seriamente la industria turística en los centros de esquí de Chile Central, llevando incluso a mantenerse cerrados durante temporadas más secas.

Como consecuencia de la disponibilidad y temporalidad de los caudales de las cuencas, se afectaría la generación de hidroelectricidad. Esto se sumaría al aumento de la demanda tanto del sector industrial como domiciliario. Asimismo, los cultivos agrícolas se desplazarían de norte a sur de acuerdo a la disponibilidad de aguas para riego. Los más afectados serían los agricultores del secano interior y secano costero entre las regiones de Valparaíso y del Biobío, los agricultores de los valles transversales y los ganaderos del secano. Producto del cambio climático, se ha advertido un adelantamiento de cerca de seis semanas de las olas de calor de la temporada estival,por lo que se espera el desplazamiento de la fruticultura hacia el sur del país y que el sector agropecuario deba adaptarse a la baja disponibilidad hídrica como condición estructural y a la incertidumbre por la inestabilidad de las temperaturas. En 2021, 168 de las 365 comunas de Chile, pertenecientes a ocho regiones distintas del país, habían sido declaradas con emergencia agrícola por déficit hídrico. En la Región Metropolitana de Santiago, en abril de 2022 el Gobierno Regional, la ONEMI y la Superintendencia de Servicios Sanitarios presentaron un protocolo de racionamiento hídrico para sectores del Gran Santiago, para hacer frente al consumo de agua debido a la sequía.
En relación con la acuicultura, los cambios en la intensidad de las marejadas y aumento de la salinidad en sistemas estuarinos, podrían afectar las operaciones y rendimiento de los sistemas de cultivo. Las proyecciones del sector pesquero indican reducción de capturas al elevarse la temperatura superficial del mar, afectándose la capacidad reproductiva de ciertas especies de peces pelágicos como anchoveta, jurel y sardina.
En cuanto al turismo, en un principio este sector podría verse favorecido, especialmente en la costa de la zona norte por la llegada de un clima de características tropicales. Sin embargo, el efecto negativo lo recogerían, por ejemplo, los centros de esquí por la falta de nieve cordillerana en la temporada de invierno, la llegada o incrementos de plagas como zancudos en el Norte Grande, tábanos y coliguachos en el centro y sur; y algas como el didymo en la zona lacustre austral.

### Impactos sanitarios

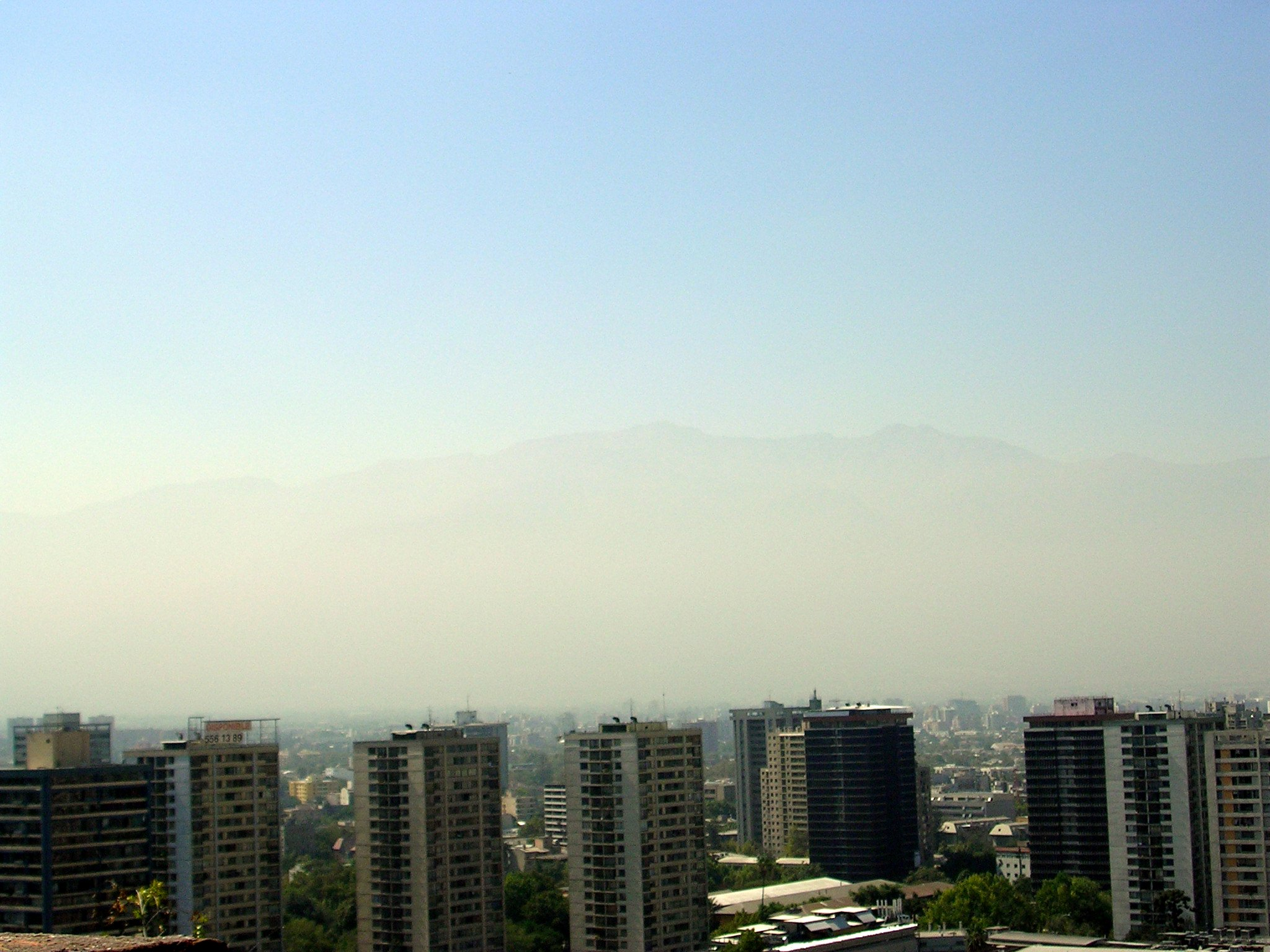
Smog sobre Santiago de Chile.

Las alteraciones de los parámetros climáticos están modificando sustancialmente la ocurrencia de algunas enfermedades ya existentes en Chile, este cambio en el patrón epidemiológico del país tiene tres efectos principales: El aumento en la incidencia de enfermedades endémicas, el riesgo en la introducción de enfermedades emergentes y la exacerbación del impacto de factores ambientales en la salud poblacional. Por ejemplo, en la zona centro-sur del país se espera un aumento de enfermedades zoonóticas transmitidas por roedores y garrapatas (como hantavirus y rabia) y en el norte grande se favorecería el desarrollo de enfermedades vectoriales, como malaria y dengue, ausentes hoy en Chile. 
Asimismo, la disminución de la calidad y disponibilidad de agua y alimentos producto de sequías e inundaciones, podría tener impactos en la nutrición y calidad de vida de la población con potencial impacto en la prevalencia de enfermedades crónicas no transmisibles. Este panorama se ve agravado por los aumentos en la frecuencia e intensidad de las olas de calor y de los eventos climáticos extremos, que ya han tenido impactos directos en la salud física y mental de la  población al aumentar la demanda de consultas médicas relacionadas a salud circulatoria en los días con mayor temperatura, con especial afectación en los grupos etarios de 41 a 66 años y en la población femenina, quienes presentan mayor vulnerabilidad a estos eventos ambientales.
El deterioro en la calidad del aire, aumentado por la mayor frecuencia de condiciones meteorológicas de mala ventilación e incendios forestales podría incrementar los problemas en la salud de la población, las muertes prematuras, disminución en el rendimiento de los cultivos agrícolas y daño a los ecosistemas. Finalmente, algunos forzantes climáticos, como por ejemplo, el material particulado respirable (hollín) tienen un efecto directo sobre la salud, tanto en el sistema cardiovascular como respiratorio, actuando como factor de riesgo independiente para diversas patologías crónicas.

## Gobernanza para la mitigación
El Ministerio del Medio Ambiente, a través de la División de Cambio Climático, es responsable de proponer políticas y formular los planes, programas y planes de acción en materia de cambio climático, de acuerdo al artículo 70-h de la Ley sobre Bases Generales del Medio Ambiente. La División de Cambio Climático tiene como misión contribuir en el desarrollo sustentable y resiliente a los impactos del cambio climático y en una economía baja en carbono del país, a través de la integración e impulso de más y mejores políticas públicas sectoriales que permitan a nivel local enfrentar el cambio climático e implementar acciones de mitigación; que sirvan a su vez, de ejemplo a nivel global. Por otra parte la División de Cambio Climático es responsable de asesorar e implementar la Convención de Viena y el Protocolo de Montreal. Asimismo, la Corporación Nacional Forestal del Ministerio de Agricultura realiza gestiones, en calidad de Punto Focal Nacional, para avanzar en el enfoque de políticas adoptado por la CMNUCC para reducir emisiones por deforestación, degradación forestal y aumentar los reservorios de carbono forestal, conocido como REDD+.
En 2008, el Gobierno de Chile aprobó el Plan de Acción Nacional de Cambio Climático y en 2010, Chile asumió compromisos de reducción de gases de efecto invernadero de 20 % respecto a sus emisiones de referencia proyectadas para el período 2007-2020, mediante acciones nacionales apropiadas de mitigación.  En enero de 2020, inició su tramitación legislativa un Proyecto de ley que fija Ley Marco de Cambio Climático, con el objeto de crear un marco jurídico para asignar responsabilidades específicas para la implementación de medidas de mitigación y adaptación al cambio climático, estableciendo, entre otras materias, una meta de carbono neutralidad para el año 2050. Dicho proyecto de ley fue aprobado por el Senado el 9 de marzo de 2022.
En 2021, se anunció la conformación de un Observatorio del Cambio Climático, integrado por los ministerios de Ciencia, de Medio Ambiente y de Relaciones Exteriores.

## Financiamiento climático
La institucionalidad asociada al financiamiento climático en Chile está a cargo del Ministerio del Medio Ambiente y el Ministerio de Hacienda, enmarcándose en lo definido por el Plan de Acción Nacional frente al Cambio Climático 2017-2022, que establece mecanismos de coordinación interministerial y regional para enfrentar los desafíos climáticos. El Ministerio del Medio Ambiente lidera la formulación de políticas climáticas, mientras que el Ministerio de Hacienda se encarga de la gestión de recursos y la elaboración de la Estrategia Financiera frente al Cambio Climático (EFCC), actualizada cada cinco años. Este es un instrumento clave para organizar y movilizar recursos destinados a iniciativas de adaptación y mitigación.
La Estrategia Financiera frente al Cambio Climático incluye acciones para generar información sobre el gasto público en cambio climático, diseñar instrumentos económicos y financieros, y desarrollar mercados como el de bonos verdes y sociales. También contempla el fortalecimiento de flujos de financiamiento provenientes de apoyos bilaterales y multilaterales, con el objetivo de avanzar hacia una economía resiliente y baja en carbono. Estas iniciativas están alineadas con los compromisos internacionales asumidos por Chile, como la Contribución Determinada a Nivel Nacional (NDC) y la Estrategia Climática de Largo Plazo.
Uno de los principales desafíos asociados al financiamiento climático en Chile es la coordinación entre las instituciones involucradas y la implementación de un sistema de monitoreo, reporte y verificación (MRV), que permita garantizar la transparencia en el uso de los recursos, evaluar la efectividad de las inversiones y facilitar la toma de decisiones en políticas públicas relacionadas con el cambio climático.

### Apoyo internacional recibido
Entre 2013 y 2016, Chile recibió $262.000.000 USD en financiamiento climático desde fondos multilaterales, siendo el tercer monto más alto destinado a un solo país en términos absolutos durante ese período.La mayor parte de estos recursos provinieron del Fondo de Tecnología Limpia (CTF, por sus siglas en inglés), parte de los Fondos de Inversión en el Clima (CIF, por sus siglas en inglés), destacando $67.000.000 USD para un proyecto de energía solar termoeléctrica y $30.000.000 USD para un programa de mitigación de riesgos geotérmicos. En 2016, el Fondo Verde del Clima (GCF, por sus siglas en inglés) también aportó $49.000.000 USD para un programa de desarrollo de energía solar en la Región de Tarapacá.
Entre 2016 y 2020, el Estado de Chile recibió $75.570.249 USD para financiar iniciativas públicas de la agenda climática nacional coordinadas por el Ministerio del Medio Ambiente y otras instituciones.Este monto se destinó principalmente a tres áreas clave: financiamiento de políticas, programas y proyectos; creación de capacidades y asistencia técnica; y transferencia de tecnología. Cabe destacar que este monto no incluye los recursos destinados a la organización de la COP25, presidida por Chile, aunque finalmente realizada en España debido al estallido social de 2019. En el marco de esta presidencia, Chile recibió un total de $178.178.777 USD.

#### Detalle según donante
A continuación se presenta información sobre el financiamiento recibido por Chile según el fondo o institución donante. 

##### Fondo Verde del Clima
Entre 2016 y 2024, el Fondo Verde del Clima aprobó el financiamiento de ocho proyectos que incluyeron a Chile como país beneficiario, representando un monto total de $1.115.607.552 USD. De este total, $162.607.552 USD fueron destinados exclusivamente a Chile, mientras que el resto corresponde a proyectos regionales o globales que involucran a Chile junto con otros países. Los proyectos abarcan tanto el sector público como el privado, con una mayor proporción de recursos canalizados hacia este último. En términos de áreas, cinco proyectos se enfocaron en mitigación, uno exclusivamente en adaptación y dos en una combinación de ambos. Entre los proyectos exclusivos para Chile destacan el Programa de Acción Climática y Desarrollo de Energía Solar en la Región de Tarapacá ($39.000.000 USD) y el proyecto REDD+ con pagos basados en resultados ($63.607.552 USD). A nivel regional, sobresalen iniciativas como el Fondo Climático Subnacional Global (SnCF Global) y el Fondo para el Desarrollo de Infraestructura Hídrica Resiliente, con inversiones de más de $200.000.000 USD cada uno.
| Código | Título                                                                                               | Países implicados                                                                                                 | Área                    | Sector  | Socios                                     | Monto (USD)  | Años (aprobación-término estimado) |
| ------ | --- | --- | ----------------------- | ------- | ------------------------------------------ | ------------ | ---------------------------------- |
| FP017  | Programa de acción climática y desarrollo de energía solar en la Región de Tarapacá en Chile         | Chile | Mitigación              | Privado | Corporación Andina de Fomento (CAF)        | $39.000.000  | 2016-2022                          |
| FP115  | Espejo de Tarapacá                                                                                   | Chile | Adaptación y Mitigación | Privado | MUFG Bank                                  | $60.000.000  | 2019-2025                          |
| FP120  | Chile REDD+ pagos basados en resultados para el período 2014-2016                                    | Chile | Mitigación              | Público | FAO                                        | $63.607.552  | 2019-2026                          |
| FP149  | Mecanismo de Financiamiento Climático Verde para Instituciones Financieras Locales en América Latina | Chile, Ecuador, Panamá, Perú                                                                                      | Mitigación              | Privado | Corporación Andina de Fomento (CAF)        | $100.000.000 | 2020-2027                          |
| FP151  | Fondo Climático Subnacional Global (SnCF Global) - Asistencia Técnica (TA)                           | Chile y 41 países más                                                                                             | Mitigación              | Privado | UICN                                       | $185.000.000 | 2020-2028                          |
| FP152  | Fondo Climático Subnacional Global (SnCF Global) - Capital de inversión                              | Chile y 41 países más                                                                                             | Mitigación              | Privado | Pegasus Capital Advisors (PCA)             | $150.000.000 | 2020-2040                          |
| FP189  | Programa de E-Movilidad para Ciudades Sostenibles en América Latina y el Caribe                      | Barbados, Chile, Colombia, Costa Rica, República Dominicana, Jamaica, Panamá, Paraguay, Uruguay                   | Adaptación y Mitigación | Público | Banco Interamericano de Desarrollo (BID)   | $200.000.000 | 2022-2030                          |
| FP254  | Fondo para el Desarrollo de Infraestructura Hídrica Resiliente                                       | Azerbaiyán, Chile, Costa de Marfil, Egipto, Gabón, India, Indonesia, Marruecos, Pakistán, Perú, Túnez, Uzbekistán | Adaptación y Mitigación | Privado | Corporación Financiera Internacional (IFC) | $258.000.000 | 2024-                              |

Fuente: Elaborado en base a la información contenida en la Biblioteca de Datos Abiertos y Portafolio de proyectos del Fondo Verde del Clima.

##### Banco Interamericano de Desarrollo
Entre 2016 y 2023, el financiamiento climático recibido por Chile desde el Banco Interamericano de Desarrollo (BID) ascendió a un total de $1.212.400.000 USD. Este tipo de financiamiento representó un porcentaje creciente respecto al total de recursos otorgados por el BID, pasando de un 19,81% en 2016 a un 66,50% en 2023. La mayor parte de los recursos se destinaron a proyectos de mitigación ($1.012.400.000 USD), seguidos por proyectos duales que combinan mitigación y adaptación ($121.100.000 USD) y, finalmente, a iniciativas exclusivamente de adaptación ($78.900.000 USD).
| Año  | Financiamiento climático total (Millones de USD) | % destinado al financiamiento climático respecto al total del financiamiento del BID | Financiamiento para Mitigación (Millones de USD) | Financiamiento para Adaptación (Millones de USD) | Financiamiento Dual (Mitigación y Adaptación) (Millones de USD) |
| ---- | ------------------------------------------------ | ------------------------------------------------------------------------------------ | ------------------------------------------------ | ------------------------------------------------ | --------------------------------------------------------------- |
| 2016 | 101,7                                            | 19,81%                                                                               | 101,3                                            | 0,4                                              | 0                                                               |
| 2017 | 177,8                                            | 41,19%                                                                               | 176,5                                            | 1,3                                              | 0                                                               |
| 2018 | 1                                                | 0,75%                                                                                | 0                                                | 0                                                | 1                                                               |
| 2019 | 22,4                                             | 0,75%                                                                                | 18                                               | 0                                                | 4,4                                                             |
| 2020 | 1,4                                              | 0,45%                                                                                | 1,1                                              | 0,3                                              | 0                                                               |
| 2021 | 181,9                                            | 16,20%                                                                               | 73,4                                             | 76,4                                             | 32,1                                                            |
| 2022 | 323,7                                            | 46,00%                                                                               | 240,5                                            | 0,3                                              | 83                                                              |
| 2023 | 402,5                                            | 66,50%                                                                               | 400,6                                            | 0,2                                              | 1,7                                                             |

Fuente: Elaborado en base a la información contenida en las bases de datos y conjuntos de datos del Banco Interamericano de Desarrollo.

##### Fondo Mundial para el Medio Ambiente
Entre 2016 y 2024, el Fondo Mundial para el Medio Ambiente (GEF, por sus siglas en inglés) financió 13 proyectos con foco específico en cambio climático que tuvieron como país beneficiario a Chile, destinando $26.340.373 USD en financiamiento y movilizando $218.924.099 USD en cofinanciamiento. De estos, 10 proyectos fueron de alcance nacional, con $20.688.070 USD en financiamiento y una relación de cofinanciamiento de 9 a 1. Los proyectos regionales y globales sumaron $5.652.303 USD, con una relación de cofinanciamiento de 5,79 a 1.
Entre los proyectos destacados de alcance nacional se encuentran "Acelerando la transición hacia una economía cero emisiones y positiva para la naturaleza" ($4.822.966 USD en financiamiento y $37.149.990 USD en cofinanciamiento) y "Apoyo al cambio hacia una construcción circular y de bajas emisiones en Chile" ($2.963.699 USD en financiamiento y $31.922.703 USD en cofinanciamiento). Las iniciativas regionales y globales incluyeron el proyecto "Apoyo al hidrógeno verde en países en desarrollo", liderado por el Banco Mundial, que asignó $1.700.303 USD en financiamiento y $13.940.000 USD en cofinanciamiento. Las agencias implementadoras principales fueron el Programa de las Naciones Unidas para el Medio Ambiente (PNUMA), el Programa de las Naciones Unidas para el Desarrollo (PNUD), la Organización de las Naciones Unidas para la Alimentación y la Agricultura (FAO) y el Banco Mundial.
| Tipo de proyecto | Número de proyectos | Financiamiento total (USD) | Cofinanciamiento (USD) | Relación cofinanciamiento/financiamiento GEF |
| ---------------- | ------------------- | -------------------------- | ---------------------- | -------------------------------------------- |
| Nacional         | 10                  | $ 20.688.070               | $ 186.225.506          | 9,00                                         |
| Regional/Global  | 3                   | $ 5.652.303                | $ 32.698.593           | 5,79                                         |

Fuente: Elaborado en base a la información contenida en la base de datos de los proyectos del Fondo Mundial para el Medio Ambiente.

#### Detalle según área de destino
El detalle del financiamiento administrado por el Ministerio del Medio Ambiente durante el período 2016-2020 se presenta en la tabla a continuación:
| Categoría                                                                              | Monto (USD) |
| -------------------------------------------------------------------------------------- | ----------- |
| Apoyo a la preparación y publicación de las comunicaciones nacionales (A)              | $1.204.000  |
| Proyecto Cuarta Comunicación Nacional y Tercer Informe Bienal de Actualización         | $852.000    |
| Contribución al proyecto Cuarto Informe Bienal de Actualización                        | $352.000    |
| Apoyo internacional recibido para actividades relacionadas con el cambio climático (B) | $73.745.545 |
| Apoyo recibido en materia de financiamiento de políticas, programas y proyectos        | $27.034.724 |
| Apoyo recibido para la creación de capacidades y asistencia técnica                    | $36.473.325 |
| Apoyo recibido para la transferencia de tecnología                                     | $10.858.200 |
| Total (A+B)                                                                            | $75.570.249 |

Fuente: Cuarta Comunicación Nacional de Chile ante la CMNUCC, 2021.

##### Financiamiento de políticas, programas y proyectos
Del monto total destinado al financiamiento de políticas, programas y proyectos en el período 2016-2020, $11.463.074 USD fueron aportados por instituciones financieras internacionales, como el Banco Mundial y el Banco Interamericano de Desarrollo (BID). Este financiamiento permitió, entre otras iniciativas, el desarrollo de la Estrategia REDD+ en el marco de la Estrategia Nacional de Cambio Climático y Recursos Vegetacionales, el además de la realización de reportes técnicos y negociaciones internacionales sobre cambio climático.
Por su parte, fondos e instituciones multilaterales, como el Fondo de Adaptación al Cambio Climático de las Naciones Unidas, el Fondo Verde del Clima y Euroclima+, aportaron un total de $10.348.650 USD. Este financiamiento se destinó principalmente a los sectores urbano y agropecuario, bajo las categorías de "Ciudades (Construcción, transporte e infraestructura)" y "Agricultura, ganadería y otro uso de suelos". Entre los proyectos destacados se encuentran la Estrategia Nacional de Movilidad Sostenible y el Programa Nacional de Movilidad Urbana para la Mitigación y Adaptación al Cambio Climático en Chile (NUMP Chile), ambos financiados por Euroclima+.
Finalmente, $5.223.000 USD fueron aportados mediante cooperaciones bilaterales, siendo Alemania el principal contribuyente. Estos recursos se destinaron principalmente a medidas de mitigación en el sector energético.

##### Creación de capacidades y asistencia técnica
El financiamiento destinado a la creación de capacidades y asistencia técnica para el período 2016-2020, se utilizó en proyectos enfocados en sectores emisores y vulnerables al cambio climático, así como en el desarrollo de estrategias transversales, como la actualización de la Contribución Determinada a Nivel Nacional (NDC), la formulación de la Estrategia Climática de Largo Plazo (ECLP) y la implementación de la Estrategia Nacional de Cambio Climático y Recursos Vegetacionales (ENCCRV).
La mayor parte de los recursos, $19.236.372 USD, provinieron de cooperaciones bilaterales, siendo Alemania el principal contribuyente con $15.755.100 USD, destinados principalmente al sector energético y a proyectos transversales. Otros países, como Japón y el Reino Unido, realizaron aportes dirigidos a infraestructura urbana, economía circular y agricultura sostenible.
Por su parte, los fondos multilaterales sumaron $12.073.163 USD. Entre estos, el Fondo de Adaptación al Cambio Climático de las Naciones Unidas asignó $4.000.000 USD al sector agropecuario, mientras que Euroclima+ destinó $3.455.163 USD a iniciativas en transporte y energía. Además, instituciones financieras internacionales como el Banco Mundial y el Banco Interamericano de Desarrollo (BID) aportaron $3.886.095 USD para proyectos en sectores forestal, energético y biodiversidad. Otras fuentes, como APEC y PROCISUR/FONTAGRO, contribuyeron $1.277.695 USD para actividades relacionadas con la agricultura, la acuicultura y la gestión de gases de efecto invernadero.

##### Transferencia de tecnologías
Respecto al financiamiento destinado a la transferencia de tecnologías en el período 2016-2020, los mayores aportes provinieron de los fondos multilaterales, encabezados por la FAO/GEF, que asignaron $6.300.000 USD para iniciativas en el sector agropecuario. La cooperación bilateral, liderada por Alemania, aportó $4.300.000 USD, enfocados en el sector energético y proyectos transversales. Las instituciones financieras internacionales, como el Banco Interamericano de Desarrollo (BID), contribuyeron con $105.000 USD para proyectos en infraestructura urbana y energía. Finalmente, otros donantes, como la Alianza Global de Investigación sobre Gases de Efecto Invernadero en Agricultura (GRA) y el Centro de Transferencia de Tecnología Climática (CTCN), sumaron $153.200 USD para actividades relacionadas con agricultura y ganadería.